# Оффенбах-ан-дер-Квайх
Оффенбах-ан-дер-Квайх (нем. Offenbach an der Queich) — община в Германии, в земле Рейнланд-Пфальц. 
Входит в состав района Южный Вайнштрассе. Подчиняется управлению Оффенбах ан дер Квайх.  Население составляет 6154 человека (на 31 декабря 2010 года). Занимает площадь 15,24 км².